# Hans-Heinrich Winkler
Hans-Heinrich Winkler (ur. 14 listopada 1954 w Raschau) – niemiecki saneczkarz reprezentujący Niemiecką Republikę Demokratyczną, olimpijczyk i medalista mistrzostw Europy.

## Kariera sportowa
Zdobył brązowy medal w konkurencji jedynek na mistrzostwach Europy w 1976 w Hammarstrand. W tej samej konkurencji zajął 4. miejsce na igrzyskach olimpijskich w 1976 w Innsbrucku.